# Двойная серпоротонда
Двойна́я серпорото́нда — один из многогранников Джонсона (J91, по Залгаллеру — М8).
Составлена из 14 граней: 8 правильных треугольников, 2 квадратов и 4 правильных пятиугольников. Каждая пятиугольная грань окружена пятиугольной и четырьмя треугольными; каждая квадратная — четырьмя треугольными; каждая треугольная — двумя пятиугольными и квадратной.
Имеет 26 рёбер одинаковой длины. При 4 рёбрах между треугольной и квадратной гранями двугранные углы равны {\displaystyle \arccos \left(-{\frac {{\sqrt {15}}+{\sqrt {3}}}{6}}\right)\approx 159{,}09^{\circ },} при других 4 рёбрах между треугольной и квадратной гранями {\displaystyle \arccos \left(-{\frac {{\sqrt {15}}-{\sqrt {3}}}{6}}\right)\approx 110{,}91^{\circ };} при 8 рёбрах между треугольной и пятиугольной гранями {\displaystyle \arccos \left(-{\sqrt {\frac {5+2{\sqrt {5}}}{15}}}\right)\approx 142{,}62^{\circ },} при других 8 рёбрах между треугольной и пятиугольной гранями {\displaystyle \arccos \left(-{\sqrt {\frac {5-2{\sqrt {5}}}{15}}}\right)\approx 100{,}81^{\circ };} при 2 рёбрах между двумя пятиугольными гранями {\displaystyle \arccos \,{\frac {\sqrt {5}}{5}}\approx 63{,}43^{\circ }.}
У двойной серпоротонды 14 вершин. В 2 вершинах сходятся две пятиугольных грани и две треугольных; в 4 вершинах (расположенных как вершины прямоугольника) — две пятиугольных и одна треугольная; в остальных 8 (расположенных как вершины прямоугольного параллелепипеда) — пятиугольная, квадратная и две треугольных.

Двойная серпоротонда, совершающая полный оборот шагами по 15°

## Метрические характеристики
Если двойная серпоротонда имеет ребро длины {\displaystyle a}, её площадь поверхности и объём выражаются как
{\displaystyle S=\left(2+2{\sqrt {3}}+{\sqrt {25+10{\sqrt {5}}}}\right)a^{2}\approx 12{,}3460112a^{2},}
{\displaystyle V={\frac {1}{12}}\left(17+9{\sqrt {5}}\right)a^{3}\approx 3{,}0937176a^{3}.}

## В координатах
Двойную серпоротонду с длиной ребра {\displaystyle 2} можно расположить в декартовой системе координат так, чтобы её вершины имели координаты
- {\displaystyle (0;\;0;\;\pm \Phi ),}
- {\displaystyle (\pm (\Phi +1);\;\pm 1;\;0),}
- {\displaystyle (\pm 1;\;\pm \Phi ;\;\pm 1),}

где {\displaystyle \Phi ={\frac {1+{\sqrt {5}}}{2}}} — отношение золотого сечения.
При этом центр симметрии многогранника будет совпадать с началом координат, все три его оси симметрии — с осями Ox, Oy и Oz, все три плоскости симметрии — с плоскостями xOy, xOz и yOz.

## Родство сархимедовыми телами

### С икосододекаэдром
Рассмотрим комплекс из двух пятиугольных и двух треугольных граней двойной серпоротонды, сходящихся в общей вершине; таких четырёхгранных комплекса у многогранника два. Точно такие же комплексы имеются у икосододекаэдра.
Если вписать две двойных серпоротонды в икосододекаэдр с той же длиной ребра, совместив названные четырёхгранные комплексы каждой с аналогичными противоположными друг другу комплексами икосододекаэдра, то противоположные названным комплексам вершины двойных серпоротонд встретятся точно в центре икосододекаэдра.

### С ромбоикосододекаэдром
Грани двойной серпоротонды, не входящие в описанные в предыдущем разделе комплексы, в свою очередь, составляют два комплекса из квадратной грани и двух примыкающих к ней треугольных. Точно такие же комплексы имеются у ромбоикосододекаэдра.
Если вписать две двойных серпоротонды в ромбоикосододекаэдр с той же длиной ребра, совместив названные трёхгранные комплексы каждой с аналогичными противоположными друг другу комплексами ромбоикосододекаэдра, то противоположные названным комплексам квадратные грани двойных серпоротонд окажутся расположены друг напротив друга как две грани куба, — который можно будет поместить между ними, и его центр совпадет с центром ромбоикосододекаэдра.

## Заполнение пространства
С помощью двойных серпоротонд, кубов и правильных додекаэдров можно замостить трёхмерное пространство без промежутков и наложений, как показано на иллюстрациях.
|  |  | 6 двойных серпоротонд вокруг куба |